# Ulla Ziemann
Ulla Ziemann (* 1969 in München) ist eine deutsche Buch- und Drehbuchautorin.

## Werdegang
Ulla Ziemann studierte im britischen Plymouth und in München. Nach einem Praktikum erhielt sie eine Festanstellung in der Drehbuchabteilung von Greenlight Media AG. Hier leitete sie unter anderem die Sprachaufnahmen der Animationsserien und -kinofilme. Seit 2001 arbeitet Ziemann als freie Autorin und dramaturgische Beraterin in Berlin. Arbeiten für deutsch- und englischsprachige Drehbücher für Serien, Fernsehfilme und Spielfilme gehören zu ihren Konzepten, ebenso wie die Betreuung als Headwriter und Producer von Realityserien.
Im Januar 2014 erschien ihr erster Roman Der Tag, an dem meine Wohnung abbrannte.

## Bücher
- 2014: Der Tag, an dem meine Wohnung abbrannte, Piperverlag, ISBN 978-3-492-30254-8

## Filmografie (Drehbuch)
- 1999: SimsalaGrimm – Das Tapfere Schneiderlein (Zeichentrickserie)
- 1999: SimsalaGrimm – Der Meisterdieb
- 2000: SimsalaGrimm – Die Sechs Schwäne
- 2006: Die Schule der kleinen Vampire (2 Folgen)
- 2014: Sternstunde ihres Lebens
- 2018: Keiner schiebt uns weg
- 2018: Krügers Odyssee
- 2020: Kryger bleibt Krüger
- 2024: Eine Million Minuten
- 2024: Ostfriesenschwur

## Auszeichnungen
- 2011: So war es nicht gemeint – Kurzfilm – Bester Film – Berlin36Festival
- 2014: Sternstunde ihres Lebens – Juliane Bartel Medienpreis, Nominierung bestes Drehbuch
- 2014: Sternstunde ihres Lebens – DGB Filmpreis – Bester Film
- 2015: Sternstunde ihres Lebens – Elisabeth-Selbert-Preis
- 2015: Sternstunde ihres Lebens – Marler Medienpreis Menschenrechte 2015 von Amnesty International
- 2017: Überflieger – Kleine Vögel, großes Geklapper – Berlinale – Generation Kplus
- 2019: Keiner schiebt uns weg – Nominierung für Juliane Bartel Medienpreis[2]